# Planquadrat Andalusien
Planquadrat Andalusien (English: Point Andalusia) war ein geheimer Ort im Südatlantik (Koordinatenpunkt), welcher von Kriegsschiffen der deutschen Kriegsmarine während des Zweiten Weltkrieges verwendet wurde.
Die Position wurde von deutschen Kriegsschiffen verwendet, um sich während der Operationen gegen alliierte Handelsschiffe im südlichen Atlantik mit Nachschub zu versorgen. Die Position war bei 15° S, 18° W. Sie lag somit im Marinequadrat FS 3617 (Lage).
Es handelte sich um einen wichtigen Versorgungspunkt, der durch eine Vielzahl von deutschen Schiffen während des Krieges genutzt wurde.
Bekannte Schiffe, die den Versorgungspunkt nutzten
- Admiral Scheer:
  - 26. Dezember 1940: trafen sich die Hilfskreuzer Pinguin, Thor und die Versorgungsschiffe Nordmark und Eurofeld
  - 24. bis 28. Januar 1941: trafen sich der Hilfskreuzer Thor und das Versorgungsschiff Nordmark
  - 9. bis 10. März 1941: trafen sich die Hilfskreuzer Pinguin und Kormoran und das Versorgungsschiff Nordmark